# Guennadi Bujarin
Guennadi Ivanovich Bujarin –en ruso, Генадий Иванович Бухарин– (10 de agosto de 1929-3 de noviembre de 2020) fue un deportista soviético que compitió en piragüismo en la modalidad de aguas tranquilas.
Participó en los Juegos Olímpicos de Melbourne 1956, obteniendo dos medallas de bronce en las pruebas de C1 1000 m y C1 10 000 m. Ganó dos medallas de oro en el Campeonato Mundial de Piragüismo de 1958, y tres medallas de plata en el Campeonato Europeo de Piragüismo en los años 1957 y 1959.

## Palmarés internacional
| Juegos Olímpicos   | Juegos Olímpicos       | Juegos Olímpicos  | Juegos Olímpicos |
| Año                | Lugar                  | Medalla           | Competición      |
| ------------------ | ---------------------- | ----------------- | ---------------- |
| 1956               | Melbourne (Australia)  | Medalla de bronce | C1 1000 m        |
| 1956               | Melbourne (Australia)  | Medalla de bronce | C1 10 000 m      |
| Campeonato Mundial |                        |                   |                  |
| Año                | Lugar                  | Medalla           | Competición      |
| 1958               | Praga (Checoslovaquia) | Medalla de oro    | C1 1000 m        |
| 1958               | Praga (Checoslovaquia) | Medalla de oro    | C1 10 000 m      |
| Campeonato Europeo |                        |                   |                  |
| Año                | Lugar                  | Medalla           | Competición      |
| 1957               | Gante (Bélgica)        | Medalla de plata  | C1 1000 m        |
| 1957               | Gante (Bélgica)        | Medalla de plata  | C1 10 000 m      |
| 1959               | Duisburgo (RFA)        | Medalla de plata  | C1 10 000 m      |